# Зоя Хасан
Зоя Хасан (7 серпня 1947 ) — індійська історикиня та політолог.

## Навчання та кар'єра
Зоя Хасан обіймала посаду професора політології та працювала деканом Школи соціальних наук (SSS) в Університеті Джавахарлала Неру в Нью-Делі. З 2006 по 2009 роки була членом Національної комісії у справах меншин. Також працювала запрошеним професором в університетах Цюриха, Единбурга та Maison des Sciences de L'Homme в Парижі, а також мала стипендії в Інституті досліджень розвитку Сассекського університету, Рокфеллерівському центрі, Белладжіо та Центрі сучасних східних досліджень у Берліні. Вона працювала над дослідницькими проєктами для Індійської ради соціальних наук, Фундації Форда, DFID, Науково-дослідницького інституту соціального розвитку ООН та дослідницького фонду Observer.
Діяльність Хасан була зосереджена на аспектах ролі держави, політичних партій, проблем дотримання прав етнічних груп, статі та меншин в Індії та суспільстві на півночі Індії. Вона більш відома своєю новаторською роботою про політику штату Уттар-Прадеш.
Вона також провела широке дослідження соціальних та освітніх аспектів індійських мусульман і мусульманських жінок.

## Особисте життя
Зоя Хасан була одружена з індійським істориком і колишнім віце-канцлером Університету Джамія Мілліа Ісламія, Нью-Делі, Муширулом Хасаном (1949—2018).